# Grzegorz Fentross
Grzegorz Fentross (? - 6 lipca 1628), admirał polskiej floty wojennej, prawdopodobnie nosił nazwisko Venturoso. Być może był z pochodzenia Hiszpanem.
Był kapitanem polskiej floty wojennej króla Zygmunta III Wazy. Z nieznanych przyczyn nie uczestniczył jednak w bitwie pod Oliwą 24 listopada 1627. Po bitwie został wyznaczony kapitanem galeonu "Król Dawid" na miejsce Jakuba Murraya. Został również wtedy mianowany admirałem (głównodowodzącym) polskiej floty, przy czym wybrany został na to stanowisko głosami kapitanów i szyprów okrętów, następnie zaakceptowany przez komisarzy królewskich. Stało się to najpóźniej 2 maja 1628, z którego to dnia pochodzi zestawienie floty sporządzone przez komisarzy królewskich. 
6 lipca 1628 po północy wojska i artyleria szwedzkie zaatakowały polskie okręty stojące u ujścia Wisły koło Twierdzy Wisłoujście. Polskie okręty przystąpiły do ostrzeliwania się i wycofywania w górę rzeki, przy czym został zatopiony "Żółty Lew", a "Święty Jerzy" został zniszczony na mieliźnie. Admirał Fentross poniósł śmierć trafiony kulą, gdy próbował dowodzić z szalupy broniącymi się okrętami. 